# خورخي بريتو
خورخي بريتو (بالإسبانية: Jorge Brito)‏ هو رسام وفنان أرجنتيني، ولد في 1925، وتوفي في 1996 في باريس في فرنسا.